# NGC 6345
NGC 6345 est une vaste galaxie lenticulaire relativement éloignée, vue par la tranche et située dans la constellation du Dragon. Sa vitesse par rapport au fond diffus cosmologique est de 10 270 ± 4 km/s, ce qui correspond à une distance de Hubble de 151,5 ± 10,6 Mpc (∼494 millions d'al). NGC 6345 a été découverte par l'astronome américain Lewis Swift en 1887.